# バインランド (ニュージャージー州)
バインランド（英: Vineland）は、アメリカ合衆国ニュージャージー州のカンバーランド郡にある都市。人口は6万0780人（2020年）。バインランド・ミルビル・ブリッジトン都市圏の主要都市であり、この3市以外にカンバーランド郡全体が入っている。
バインランドは、1952年2月5日に行われた住民投票の結果に基づき、ランディス・タウンシップとバインランド・ボロの合併によって、1952年7月1日に結成された。合併が有効となった7月1日の祝祭では、パレードがあり、エステス・キーフォーヴァー上院議員など著名人の挨拶があった。

## 歴史
1861年、チャールズ・K・ランディスが3万エーカー (121 km2) の土地を、さらに1874年には23,000エーカー (93 km2) の土地をミルビルの近くで購入した。カムデンとケープメイを結ぶウェストジャージー鉄道に沿っており、農業と進歩的な考え方に基づくアルコールの無い独自のユートピア社会を創設しようとした。最初の住宅が1862年に建設され、フィラデルフィアやニューヨーク市への列車が走り、人口は1865年に5,500人、1875年には11,000人に達した。
ランディスはアルコールの販売が禁じられている禁酒町として設立し、バインランドの土地を買う場合は購入から1年以内に住宅を建てることを求めた。区画の2.5エーカー (10,000 m2) は森が深いことが多く、開墾して毎年耕す必要があり、家屋と道路の間には適切な間隔を空け、花を植え、街路樹を植えられるようにした。ランディス・アベニューは幅100フィート (30 m)、長さ約1マイル (1.6 km) で町の中心を東西に抜けるように建設し、他の狭い道路も互いに直角に交わるようにした。
バインランドの土壌がブドウを育てるのに良く適していると判断されたあと（そこから町の名前が得られた）、ランディスはイタリアのブドウ栽培農家を誘致する広告を打ち始め、20エーカー (81,000 m2) の土地を提供し、開墾し、ブドウを育てることとした。トマス・ブラムウェル・ウェルチがウェルチズ・グレープジュースを設立し、地元で育てたブドウを購入して「未発酵のワイン」すなわちブドウジュースを製造した。ここの肥沃な土地にはガラス産業も誘致され、プログレッソ・スープ会社ができた。20世紀の前半を通じて市の大半は養鶏産業に関わり、市は「アメリカの卵の籠」と呼ばれることになった。
バインランド養鶏研究所（現在のローマン・アニマル・ヘルス）はアーサー・ゴールドハフトが開業した。ゴールドハフト博士は鶏痘ワクチンを開発して数多い鶏を救った後、「万人のための富やお金」と言い出した者とされている。バインランド養鶏研究所のゴールドハフト博士の功績により、世界の鶏を鶏痘から救うことに貢献した。
バインランドはニュージャージー州で初の知的障害者のための学校、バインランド開発センターを作り、現在は東と西のキャンパスがある。この施設には十分な介護者の居るコテージで精神的障害のある女性を収容している。精神分析医のヘンリー・H・ゴダードが、バインランドで発達障害と精神薄弱者のための訓練学校にある研究所を指導しているときに、「モロン」（魯鈍）という言葉を作った。この施設は広く知られたので、1955年のアメリカ刑務所協会のパンフレットは「精神薄弱者に関する我々の知識に貢献したことで有名」とバインランドを紹介した。
バインランド市は2011年に創設150周年を祝った。ロバート・ロマノ市長は当初 ホーボーケン市にある「カルロのベイクショップ」のバディ・バラストロに特注ケーキを注文した。この店はザ・ラーニング・チャンネルのリアリティ番組『Cake Boss』で紹介されていた。地元事業主から抗議の声が挙がった後、その注文は取り消され、バインランドにある5つのパン屋が行事のためのケーキを制作するよう注文された。

## 地理
アメリカ合衆国国勢調査局に拠れば、市域全面積は69.029平方マイル (178.785 km2)であり、このうち陸地68.424平方マイル (177.218 km2)、水域は0.605平方マイル (1.568km2)で水域率は0.88%である。ニュージャージー州にある「市」と呼ばれる自治体全ての中で、バインランドは総面積が最大である（陸地面積に限れば、アトランティック郡にあるハミルトン・タウンシップが最大である。またタウンシップや町など全ての自治体の中では、同じくアトランティック郡のギャロウェイ・タウンシップが総面積最大である）。
バインランド市は、ディアフィールド・タウンシップ、ミルビル市、およびモーリスリバー・タウンシップと接している。セイラム郡、グロスター郡、アトランティック郡とも接している。大西洋から約38マイル (61 km) の距離にある。
市内にあるその部分あるいは全部が入る未編入領域としては、クレイビル、ハンシズブリッジ、リーミングスミル、メナンティコ、ノースバインランド、パービンスブランチ、プレザントビル、サウスバインランド、ウィローグローブがある。

## 人口動態
バインランド市にはウクライナ人の社会があり、ウクライナ・エバンゲリカル・バプテスト教会やその他ウクライナ系の教会が幾つかある。

### 2010年国勢調査
以下は2010年国勢調査による人口統計データである。
| 基礎データ - 人口: 60,724 人 - 世帯数: 21,450 世帯 - 家族数: 15,230 家族 - 人口密度: 342.7人/km2（887.5 人/mi2） - 住居数: 22,661 軒 - 住居密度: 127.9 軒/km2（331.2軒/mi2） 人種別人口構成 - 白人: 67.03% - アフリカン・アメリカン: 14.16% - ネイティブ・アメリカン: 0.67% - アジア人: 1.71% - 太平洋諸島系: 0.04% - その他の人種: 12.91% - 混血: 3.48% - ヒスパニック・ラテン系: 38.03% 年齢別人口構成 - 18歳未満: 24.5% - 18-24歳: 9.4% - 25-44歳: 26.2% - 45-64歳: 26.0% - 65歳以上: 13.9% - 年齢の中央値: 38歳 - 性比（女性100人あたり男性の人口） - 総人口: 92.4 - 18歳以上: 88.1 | 世帯と家族（対世帯数） - 18歳未満の子供がいる: 31.3% - 結婚・同居している夫婦: 46.2% - 未婚・離婚・死別女性が世帯主: 18.2% - 非家族世帯: 29.0% - 単身世帯: 23.3% - 65歳以上の老人1人暮らし: 10.8% - 平均構成人数 - 世帯: 2.76人 - 家族: 3.23人 収入と家計（2006年から2010年のアメリカン・コミュニティ・サーベイ統計） - 収入の中央値 - 世帯: 54,024米ドル - 家族: 64,185米ドル - 性別 - 男性: 48,974米ドル - 女性: 35,513米ドル - 人口1人あたり収入: 24,512米ドル - 貧困線以下 - 対人口: 12.8% - 対家族数: 11.0% - 18歳未満: 19.0% - 65歳以上: 9.1% |

### 2000年国勢調査
以下は2000年国勢調査による人口統計データである。
| 基礎データ - 人口: 56,271 人 - 世帯数: 19,930 世帯 - 家族数: 14,210 家族 - 人口密度: 316.3人/km2（819.2 人/mi2） - 住居数: 20,958 軒 - 住居密度: 117.8軒/km2（305.1 軒/mi2） 人種別人口構成 - 白人: 67.47% - アフリカン・アメリカン: 13.62% - ネイティブ・アメリカン: 0.54% - アジア人: 1.16% - 太平洋諸島系: 0.08% - その他の人種: 14.01% - 混血: 3.13% - ヒスパニック・ラテン系: 30.00% | 年齢別人口構成 - 18歳未満: 25.7% - 18-24歳: 8.3% - 25-44歳: 29.0% - 45-64歳: 22.9% - 65歳以上: 14.2% - 年齢の中央値: 36歳 - 性比（女性100人あたり男性の人口） - 総人口: 92.0 - 18歳以上: 86.9 世帯と家族（対世帯数） - 18歳未満の子供がいる: 80.9% - 結婚・同居している夫婦: 48.8% - 未婚・離婚・死別女性が世帯主: 16.8% - 非家族世帯: 28.7% - 単身世帯: 23.7% - 65歳以上の老人1人暮らし: 11.2% - 平均構成人数 - 世帯: 2.70人 - 家族: 3.17人 | 収入と家計 - 収入の中央値 - 世帯: 40,076米ドル - 家族: 47,909米ドル - 性別 - 男性: 35,195米ドル - 女性: 25,518米ドル - 人口1人あたり収入: 18,797米ドル - 貧困線以下 - 対人口: 13.8% - 対家族数: 9.8% - 18歳未満: 17.3% - 65歳以上: 13.8% |

## 政府

### 市政府
バインランド市は、フォークナー法（正式には選択的自治体認証法と呼ばれる）の首長・立法委員会の政府形態プランAを採っている。市の成立から数か月後である1952年7月1日に、憲章研究委員会の推奨に基づき執行した。市長が市の行政部門の長であり、市政委員会が立法府である。市長と市政委員はうるう年の11月にある一般選挙の一部として無党派で同時の選挙で選ばれ、任期は4年間である。2011年の委員会で成立した条例は、選挙を5月から11月に移し、市政委員の任期を事実上6か月伸ばすことになった。

### 連邦、州、郡への代表
バインランド市は、アメリカ合衆国下院議員の選挙で、ニュージャージー州第2選挙区に属している。州議会下院では第1選挙区に入っている。

### 政治
2011年3月23日時点で、登録有権者総数は37,583人であり、そのうち10,388人、27.6%が民主党に、6,109人、16.3%が共和党に、21,059人、56.0%が無党派に登録されている。その他の政党は27人である。
2012年アメリカ合衆国大統領選挙では、民主党のバラク・オバマは15,299票、64.9%、共和党のミット・ロムニーが8,074票、34.2%、その他の候補者が218票、0.9%という結果だった。登録有権者39,605人のうち、23,880人、60.3%が投票し、289票が無効だった。
2008年アメリカ合衆国大統領選挙では、民主党のバラク・オバマは15,743票、62.6%、共和党のジョン・マケインが8,862票、35.2%という結果だった。登録有権者39,098人のうち、25,144人、64.3%が投票した。2004年アメリカ合衆国大統領選挙では、民主党のジョン・ケリーが12,506票、53.8%、共和党のジョージ・W・ブッシュが10,131票、43.6%だった。登録有権者35,943人のうち、23,253人、64.7%が投票した。
2013年ニュージャージー州知事選挙では、共和党のクリス・クリスティの7,171票、55.5%、民主党のバーバラ・ブオノが5,527票、42.8%、その他の候補者が221票、1.7%だった。登録有権者37,789人のうち、13,243人、35.0%が投票した。324票が無効票だった。
2009年ニュージャージー州知事選挙では、民主党のジョン・コーザインが7,457票、52.2%、共和党のクリス・クリスティが5,7257票、40.1%、独立系のクリス・ダゲットが681票、4.8%だった。登録有権者37,092人のうち、14,829人、38.5%が投票した。

## 教育
バインランド公共教育学区が幼稚園前から12年生までの公共教育を管理している。この地区は州内に31あるアボット学区の1つである。これはニュージャージー州学校開発局の監督に基づき学校校舎の建設と改修の費用を州が負担することを要求するものであり、「SDA学区」と呼ばれている。2011年から2012年の教育年度で、この学区には17つの学校があり、9,734人の児童生徒が学び、教師は常勤換算で895.0人、生徒・教師比率は10.88対1だった。
学区内の学校は以下の通りである。生徒数は教育統計全国センターによる。
- カシミア・M・ダラゴ・ジュニア就学前センター / IMPACT[61][62]、児童数230人
- マックス・ロイヒター就学前センター[63]、児童数202人
- デーン・バース学校[64]、幼稚園から5年生、児童数396人
- ディポリト小学校[65]、幼稚園から5年生、児童数696人
- マリー・デュランド学校[66]、幼稚園から5年生、児童数565人
- ジョンストン学校[67]、幼稚園から5年生、児童数458人
- ドクター・ウィリアム・メニーズ学校[68]、幼稚園から5年生、児童数653人
- ペットウェイ学校[69]、幼稚園から5年生、児童数571人
- グロリア・M・サバター学校[70]、幼稚園から5年生、児童数575人
- ジョン・H・ウィンスロー学校[71]、幼稚園から5年生、児童数554人
- ランディス学校[72]、6年生から8年生、生徒数487人
- アンソニー・ロッシ学校[73]、6年生から8年生、生徒数550人
- ベテランズ記念学校[74]、6年生から8年生、生徒数521人
- トマス・W・ウォレス・ジュニア学校[75]、6年生から8年生、生徒数492人
- バインランド高校[76]、9年生から12年生、生徒数2,717人
- カニンガム・オルターナティブ高校、「個人的あるいは学術的にその能力をフルに発揮できない生徒が挑戦する」[77]、7年生から12年生、生徒数68人[78][79]

カンバーランド・クリスチャン学校は、バインランド市内にある私立共学全日制の学校であり、幼稚園前から12年生の児童生徒を教えている。1946年に設立され、児童生徒数は1,000人以上である。市内には他にカトリック系小学校が2校ある。ビショップ・シャド地域学校（セントフランシス学校とセイクレッドハート小学区の合同）とセントメアリーズ学校である。9年生から12年生にはセイクレッドハート高校もあり、全てローマ・カトリック教会カムデン教区の監督下に運営されている。
エリソン学校は私立無宗派共学全日制の学校であり、バインランドのサウススプリング道路沿いにある。幼稚園前から8年生まで約120人が入学しており、活発な学術教育と、低い生徒対教師比率（6対1）で知られている。1959年に設立され、1968年に現在の場所に移転した。
2008年、雑誌フォーブスはバインランドをアリゾナ州レイクハバスシティに次いで、国内で2番目に教育の足りない都市に挙げた。

## 経済

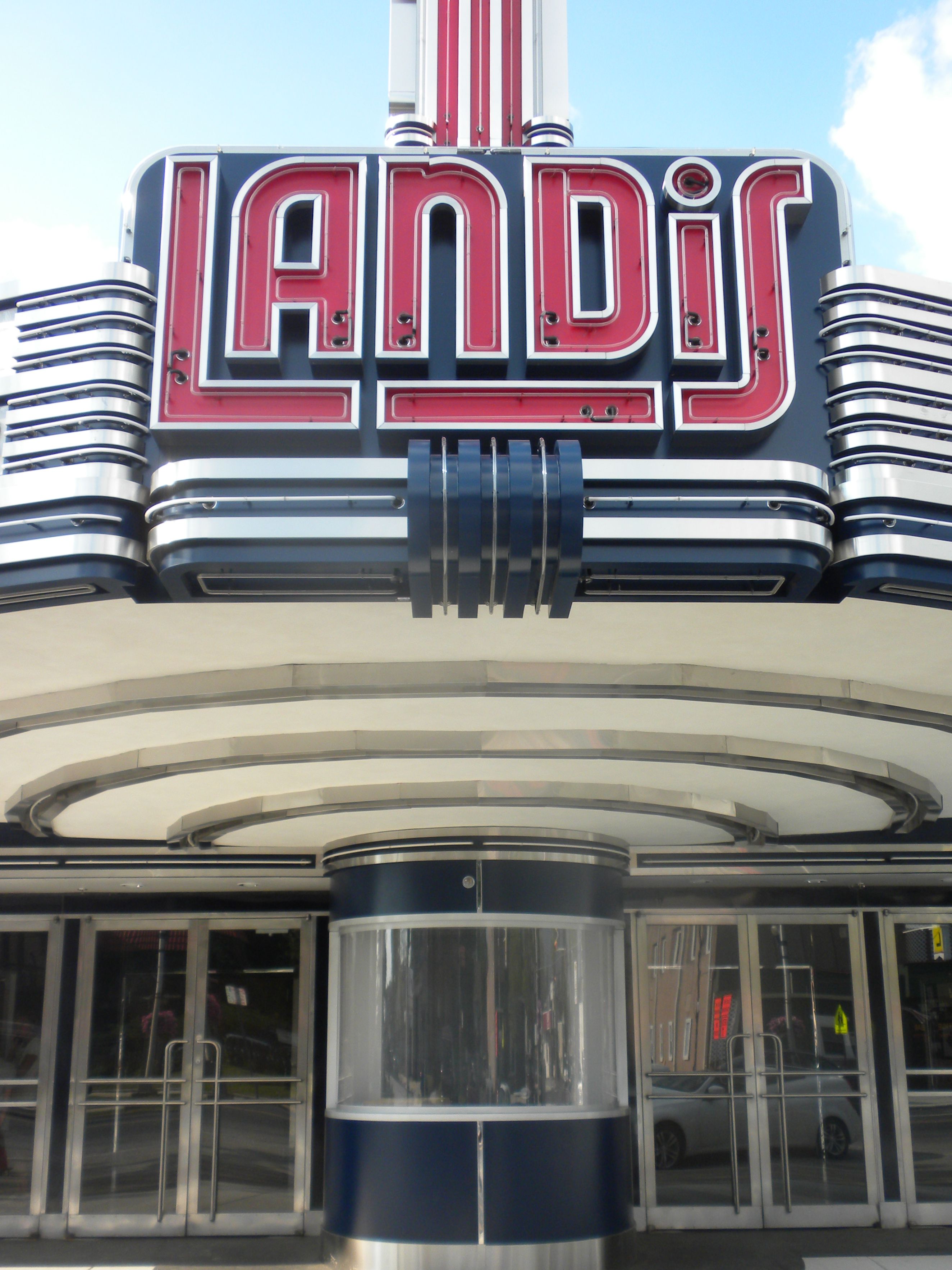
ランディス劇場の玄関庇

バインランド市の一部は都市産業ゾーンに入っている。このゾーン内で雇用を促進する恩典に加えて、店舗は消費税を通常の7%の代わりに3.5%とすることができる。
バインランドのメインストリートはランディス・アベニューである。伝統的な中心街はランディス・アベニューと大通りの交差点から東西に数ブロックである。大通りは南北方向の鉄道本線に沿った一組の道路である。鉄道はバインランドと南のケープメイ、北のカムデンやフィラデルフィアとを結んでいる。この「アベニュー」と中心部が長年衰退していたが、近年は活性を取り戻す動きが行われてきた。新しく建設されたのは交通センター、裁判所、郵便局、小学校とコミュニティセンターであり、また歩道の上級化が進められた。2005年、バインランドはメインストリート・コミュニティに指定され、この集団の働きを通じて、建物とファサードの改良、企業の保持、マーケティングにより、この改良を継続する資金が確保され続けている。

## 見どころ
- デルシー・ドライブイン、ニュージャージー州道47号線（デルシー・ドライブ）沿い、郡道552号線の北にある。ニュージャージー州唯一のドライブイン・シアター、1932年に創設された[88][89][90]
- 不況の宮殿、変人で口鬚のジョージ・デイナーが建設、デイナーは元アラスカの金探鉱者であり、ウォール街大暴落で資産を失った。宮殿は「世界でも最も奇妙な家」あるいは「屑の家」と呼ばれ、世界恐慌の影響に対して人の意思の力の証拠として建設された。2010年後半に全体の修復工事が完了した[91]
- ランディス・マーケットプレイス、2011年オープン、2層の屋内公衆マーケット。低層にはアーミッシュの市場、上層には幾つか屋台がある[92]
- バインランド歴史・古物協会、1910年から運営される博物館と研究図書館。市の歴史に関する多量の収集と展示を行っている[93]
- 2009年、経済刺激法（2008年）からの補助金2,500万ドルが、バインランド化学会社跡地の浄化に割り当てられた。この会社の所有者が、ヒ素など有毒物資で汚染された土壌と水の浄化のために300万ドルを払ったが、アメリカ合衆国環境保護庁がスーパーファンド適用地修復のために1億2,000万ドル以上を使ってきた[94]

## 交通

### 道路と高規格道
2010年5月時点で、タウンシップの中には総延長335.15マイル (539.37 km) の道路がある。そのうち234.73マイル (377.76 km) がタウンシップの保守に、80.54マイル (129.62 km) がカンバーランド郡、19.88マイル (31.99 km) がニュージャージー州交通省、2.79マイル (4.49 km) がニュージャージー州ターンパイク管理局の管轄である。
ニュージャージー州道47号線（デルシー・ドライブ）は、市の東側4分の1を南北に9.5マイル (15.3 km) 通り、南のミルビルと、市の北端にあるグロスター郡フランクリン・タウンシップとを繋いでいる。州道55号線はミルビルから市内に入って1.4マイル (2.3 km) 走り、ミルビルの方向に戻ってから再度バインランドに入り、西部境界に沿って8.8マイル (14.2 km) 走り、北のセイラム郡ピッツグローブに向かう。州道56号線（ランディス・アベニュー）はピッツグローブ・タウンシップから市内を横切り、州道47号線で東の終端となる。
郡道540号線（アーモンド道路/パーク・アベニュー/ランディス・アベニュー）は、西のピッツグローブ・タウンシップから市内に入り、8マイル (13 km) 進み、東側境界からアトランティック郡のブエナビスタ・タウンシップに出て行く。郡道552号線（シャーマン・アベニュー/メイズランディング道路）は、市の南西隅で接するディアフィールド・タウンシップから市内に入り、10.8マイル (17.4 km)進んでモーリスリバー・タウンシップに出て行く。郡道555号線（サウスメイン道路/ノースメイン道路）は、ミルビルから市内に入り、8マイル (13 km) 進んでフランクリン・タウンシップに出て行く。

### 公共交通機関
ニュージャージー・トランジットのバスでは313系統でケープメイやフィラデルフィアと結ばれ、408系統でミルビルやフィラデルフィアと、553系統でアッパーディアフィールドやアトランティックシティと結ばれている。
一般用途空港としてバインランド・ダウンスタウン空港が中央事業地区の北東4マイル (6 km) にある。クリーリンガー空港は北3マイル (5 km) にある。

## 著名な出身者
バインランドで生まれ、居住し、あるいは密接な関わりがあった著名人は以下のとおりである。
- アラン・コトック（1941年–2006年）、コンピュータ科学者、インターネットやWorld Wide Webに貢献[105]
- マイク・トラウト（1991年 - ）、メジャーリーグベースボール選手、ロサンゼルス・エンゼルス[106]